# Leányfalu
Leányfalu es un pueblo húngaro perteneciente al distrito de Szentendre, condado de Pest.

## Superficie
Cuenta con una superficie de 15,37 km².

## Demografía
Hasta 2024 la población era de 3990 habitantes, con una densidad de población de 259,59 hab/km².
| Gráfica de evolución demográfica de Leányfalu entre 2020 y 2024 |
|                                                                 |
| Datos según la Oficina Central de Estadística de Hungría.       |